# فواز عيد
فوّاز عيد (1938 - 30 يناير 1999) شاعر فلسطيني. ولد في سمخ جنوب شرق مدينة طبريا ونشأ بها. هجر مع أسرته بعد نكبة 1948 إلى سوريا وسكن درعا فأكمل تعليمه فيها ودمشق، حيث تخرج بجامعتها مجازًا في اللغة العربية وآدابها. ثم حصل على دبلوم في التربية فعمل مدّرسًا. قام بنشر شعره في الصحف والمجلات الأدبية وأصدر أربعة مجموعات شعرية من 1963 حتى 1999، وقد طبعت بعد وفاته مجموعته الكاملة.

## سيرته
ولد فواز عيد في بلدة سمخ بقضاء طبريا عام 1938 م/ 1357 هـ ونشأ بها. هجر مع أسرته بعد نكبة 1948 إلى سوريا وسكن مدينة درعا. تلقى تعليمه الابتدائي في قرية العال بالجولان، والإعدادي في درعا في حوران، والثانوي في دمشق، ثم انتسب إلى جامعة دمشق سنة 1960 وحصل على الإجازة في اللغة العربية وآدابها منها، ثم دبلوم التربية. فعمل مدرساً للّغة العربية بمدارس وكالة الغوث، ومدارس وزارة التربية في سورية. دخل الإعلام، وعمل منتجًا للبرامج في الإذاعة السعودية، ومراقبًا للأفلام في التلفزيون السوري.

كان عضوًا في اتحاد الكتاب العرب بدمشق، واتحاد الكتاب والصحفيين الفلسطينيين.

عاش فقيرًا حتى توفي يوم 30 يناير 1999/ 13 شوال 1419 في ضاحية المعضمية بدمشق.

## شعره
نشر الكثير من شعره في مجلة «الآداب» منذ أواخر الخمسينيات. في 1963 نشر مجموعته الشعرية الأولى «في شمسي دُوَار». «يمتاز شعر فواز عيد بغنائية واضحة، وهو يستفيد من الموروث الشعبي ويوظفه بمهارة في إنتاجه الشعري الذي تحضر فيه التفاصيل اليومية لحياة الشاعر الدمشقية.» تميز شعره بالرمزية. ذكر في معجم البابطين عنه: «بشعره نزعة ذاتية إنسانية ووطنية. فشعره يجيء تعبيرًا عن رغبته في الانعتاق والخلاص له ولوطنه: فلسطين خاصة، وأمته العربية بوجه عام. يميل إلى استخدام الرمز، والتعبير بالصورة مع قدرة على التخيل، واستثمار طاقات جديدة لمكونات اللغة حروفًا وألفاظًا وأنساقًا، ينتمي شعره إلى ما يعرف بشعر التفعيلة الذي يستخدم النظام السطري شكلاً للكتابة، مع التزام بأبحر الشعر الموروثة.»

## مؤلفاته
من دواوينه الشعرية:
- «في شمسي دوار»، 1963.
- «أعناق الجياد النافرة»، 1969.
- «من فوق أنحل من أنين»، 1984.
- «بباب البساتين والنوم»، 1988.
- «في ارتباك الأقحوان، 1999.

وله أيضًا:
- «نهارات الدفلى»، 1991: مذكرات شخصية عن حرب فلسطين/النكبة 1948 في 64 عنوانًا.

وقد طبع المؤسسة العربية للدراسات والنشر «الأعمال الشعرية الكاملة» له سنة 2002.